# Hatha Yoga

Asana – Pincha Mayurasana

Hatha Yoga (Sanskrit, m., हठ योग, haṭha yoga, von hatha „Kraft, Hartnäckigkeit, Unterdrückung“) ist eine Form des Yoga, bei der das Gleichgewicht zwischen Körper und Geist vor allem durch körperliche Übungen (Asanas), durch Atemübungen (Pranayama) und Meditation angestrebt wird. 
Der Hatha Yoga entstand zu Beginn des 2. Jahrtausend v. Chr. innerhalb des shivaitischen Tantrismus. Ein wichtiger späterer Vertreter ist Goraksha – ein Schüler von Matsyendra –, der ebenfalls dem shivaitischen Tantrismus verbunden war. Svatmarama gilt als Verfasser des Hathapradipika, einer Schrift aus dem 14. Jahrhundert, die die Blütezeit des Hatha Yoga im 14. und 15. Jahrhundert einleitete. Die später entstandene Gherandasamhita, geschrieben von Gheranda, einem aus Bengalen stammenden Vishnu-Verehrer, öffnete dem Hatha Yoga einem größeren Kreis als dem Tantrismus.

## Allgemeines
Die Überlieferung nennt Kapila, Autor des verlorengegangenen Samkhya-Sutra, als Begründer des Systems Samkhya (Sanskrit, n., सांख्य, Sāṃkhya; auch Sāṅkhya). Ob es sich hierbei um eine historische oder um eine rein legendäre Person handelt, ist in der Forschung umstritten. Als wichtigste Textquelle gilt das älteste erhaltene Werk der Tradition, die Samkhya-Karika von Ishvarakrishna, eine Sammlung von insgesamt 72 Lehrstrophen, die etwa zwischen 350 und 450 verfasst wurde. Aus diesem Text ist die Lehre in der vorliegenden Form bekannt. Als Kernzeit des Samkhya ist die klassische Epoche anzusehen (um 400 v. Chr. bis um 700). Das Mahabharata, das große indische Epos (300 v. Chr. bis 500), wurde deutlich vom Samkhya beeinflusst. Das Samkhya war schon früh mit dem Yoga eine enge Verbindung eingegangen. Das Samkhya lieferte die Theorie, der Yoga bildete die Praxis.
Hatha bedeutet Gewalt oder Kraft; damit soll die Anstrengung unterstrichen werden, die notwendig ist, um das eigentliche Ziel zu erreichen. Weiter wird der Begriff als Ausdruck der Einheit einander entgegengesetzter Energien (heiß und kalt, männlich und weiblich, positiv und negativ, Sonne und Mond) gedeutet. Die Silbe „Ha“ steht für Sonne (Kraft, erhitzend), die Silbe „tha“ steht für Mond (Stille, kühlend).
Der Begriff Hatha Yoga wurde in der Hathapradipika verwendet, einer Yogaschrift aus dem 14. Jahrhundert n. Chr. Dort grenzt er den spirituellen Yoga (wie etwa Raja Yoga) vom körperlichen Yoga (Hatha Yoga) ab. Hatha Yoga bezeichnet hier eine Stufe auf dem Weg zum Raja Yoga.
Neben der Hathapradipika gibt es zwei weitere wichtige Grundlagenwerke des Hatha Yoga, die Gherandasamhita sowie die Shivasamhita. Hierdurch wird klar, dass auch innerhalb des Hatha Yoga Meinungsverschiedenheiten über sowohl theoretische als auch praktische Belange existieren.
Einer breiteren Öffentlichkeit wurde Hatha Yoga ab der ersten Hälfte des 20. Jh. wesentlich von T. Krishnamacharya und seinen Kindern und Schülern zugänglich gemacht.
Hatha Yoga war anfänglich zur Unterstützung anderer Yoga-Formen konzipiert, erfreute sich jedoch rasch großer Beliebtheit und wurde schon bald als eigenständige Yoga-Form betrachtet. Im westlichen Kulturkreis versteht man unter Yoga oft hauptsächlich Hatha Yoga.

## Reinigungsübungen
Es gibt sechs Hauptreinigungsübungen, die Shatkriyas, die ein wesentlicher Bestandteil des Hatha Yoga sind. Sie sollen den Körper und seine verschiedenen Hohlräume (Rachenraum, Bauch etc.) systematisch reinigen und von Schleim befreien. Diese Praktiken bilden zusammen mit den Asanas eine wichtige Voraussetzung, um Pranayama und Mudras zu üben.

## Effekte auf psychische Gesundheit
Hatha Yoga hat sich als wirksames Mittel zur Verbesserung der psychischen Gesundheit erwiesen. Eine Meta-Studie aus dem Jahr 2016 hat gezeigt, dass Hatha Yoga dazu beitragen kann, Symptome von Angst und Depression zu lindern. Die Studie hat festgestellt, dass regelmäßige Hatha-Yoga-Praxis zu einer signifikanten Reduktion von Angst und Stress führt und gleichzeitig das allgemeine Wohlbefinden verbessert. Darüber hinaus kann Hatha Yoga dazu beitragen, das generelle Stresslevel und den Blutdruck zu senken.